# 水上市場

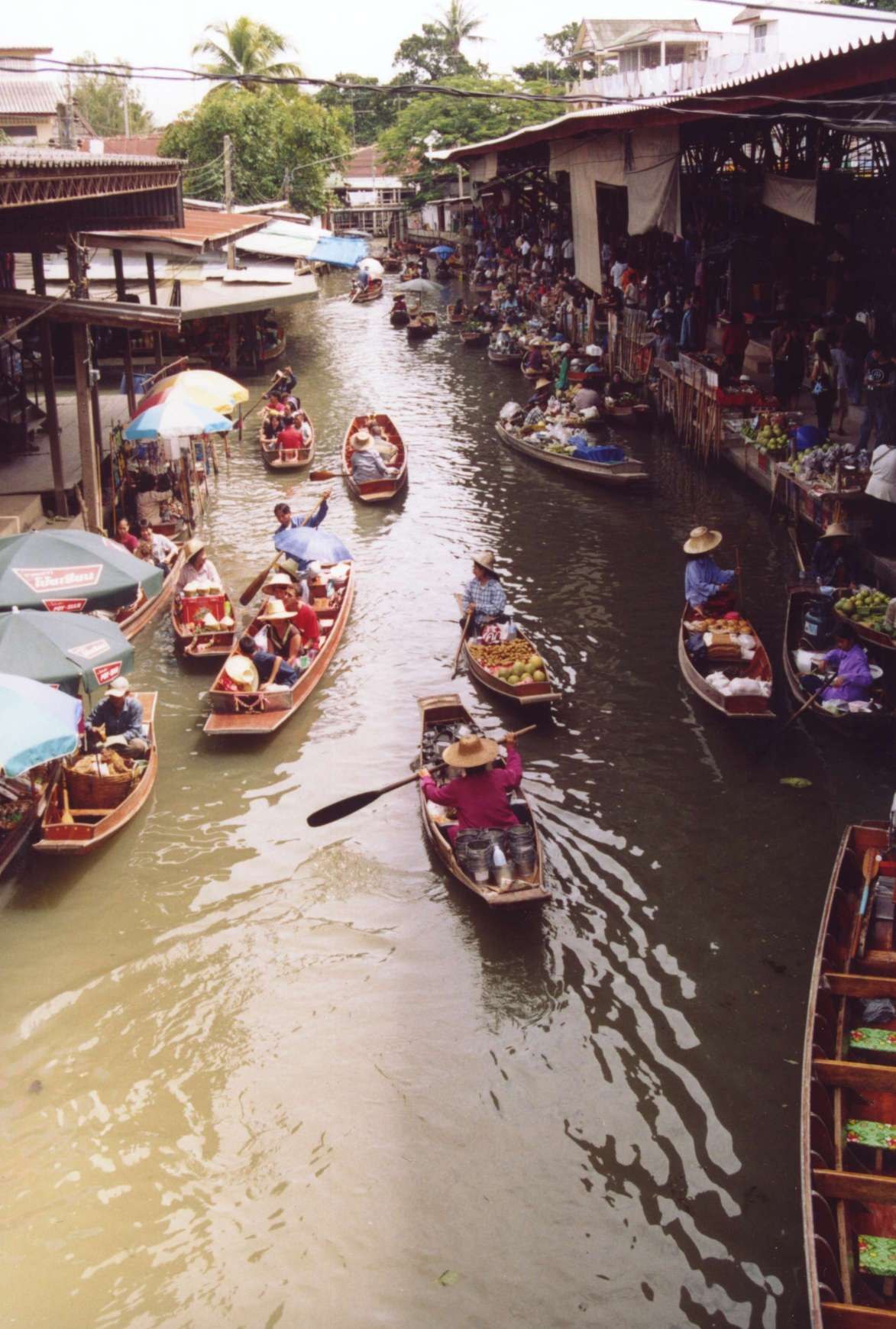
タイ王国、ダムヌーンサドゥワック水上市場

水上市場 （すいじょういちば、英: floating market,  越: Chợ nổi, 泰: ตลาดน้ำ）は河川等に船が集まって商品取引を行う市場の総称。水上マーケットとも。

## 概要
水運が発達した場所で伝統的に行われてきた市場の形態のひとつだが、今日ではベトナム、タイ、カンボジア、インドネシア等で庶民の生活の場として、また観光客むけのスポットとして機能している。これらの国々では、メコン川、チャオプラヤー川、トンレサップ湖などの広い水域とそれに付随する多数の運河が存在し、また自動車による陸運が未発達であるために、特に農産物や水産物などの運搬は水運に頼ることが多い。このために船と船とで直接取引を行う水上の市場が発達した。

## 各地の水上市場

### ベトナム

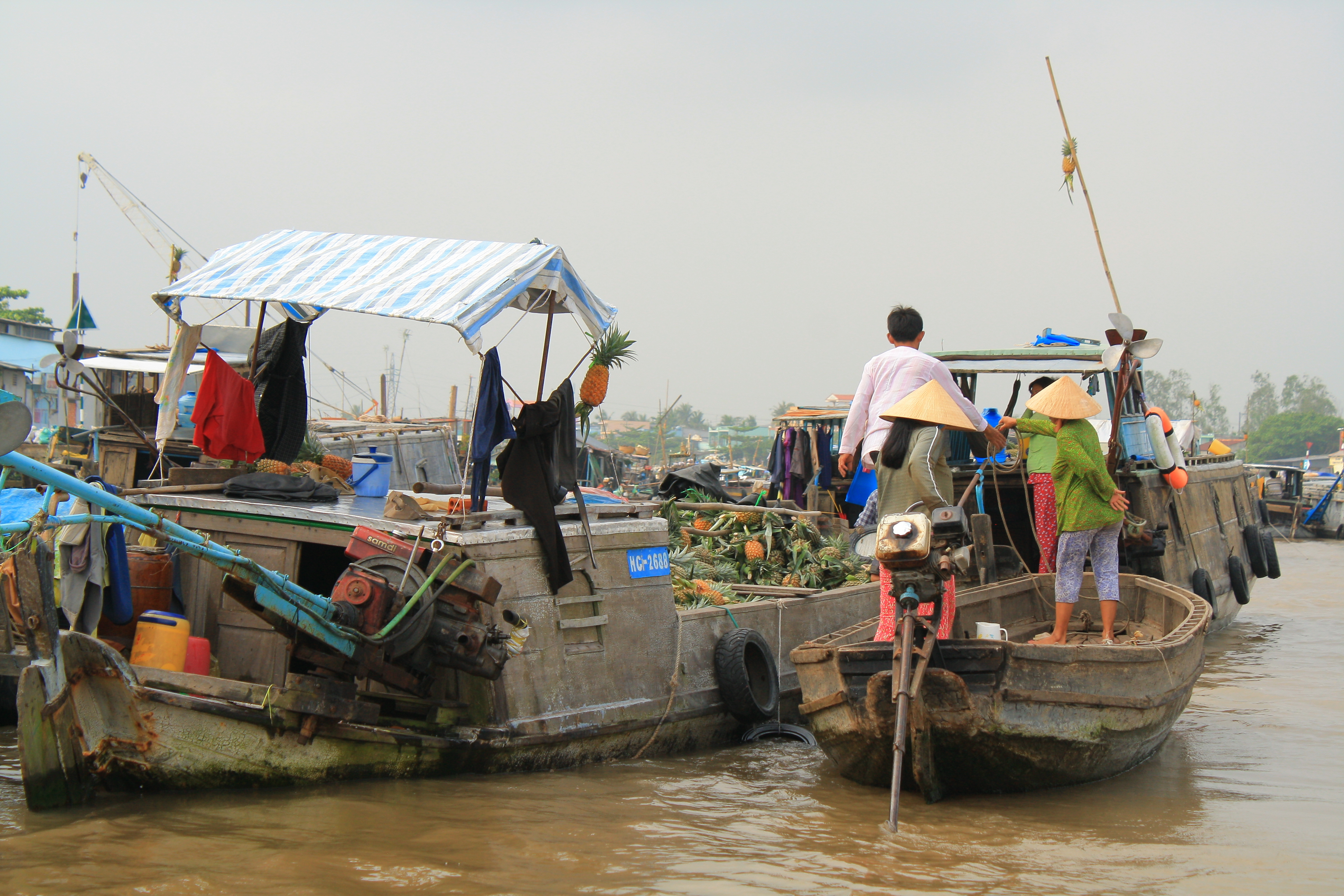
ベトナム、カントーのカイラン水上市場

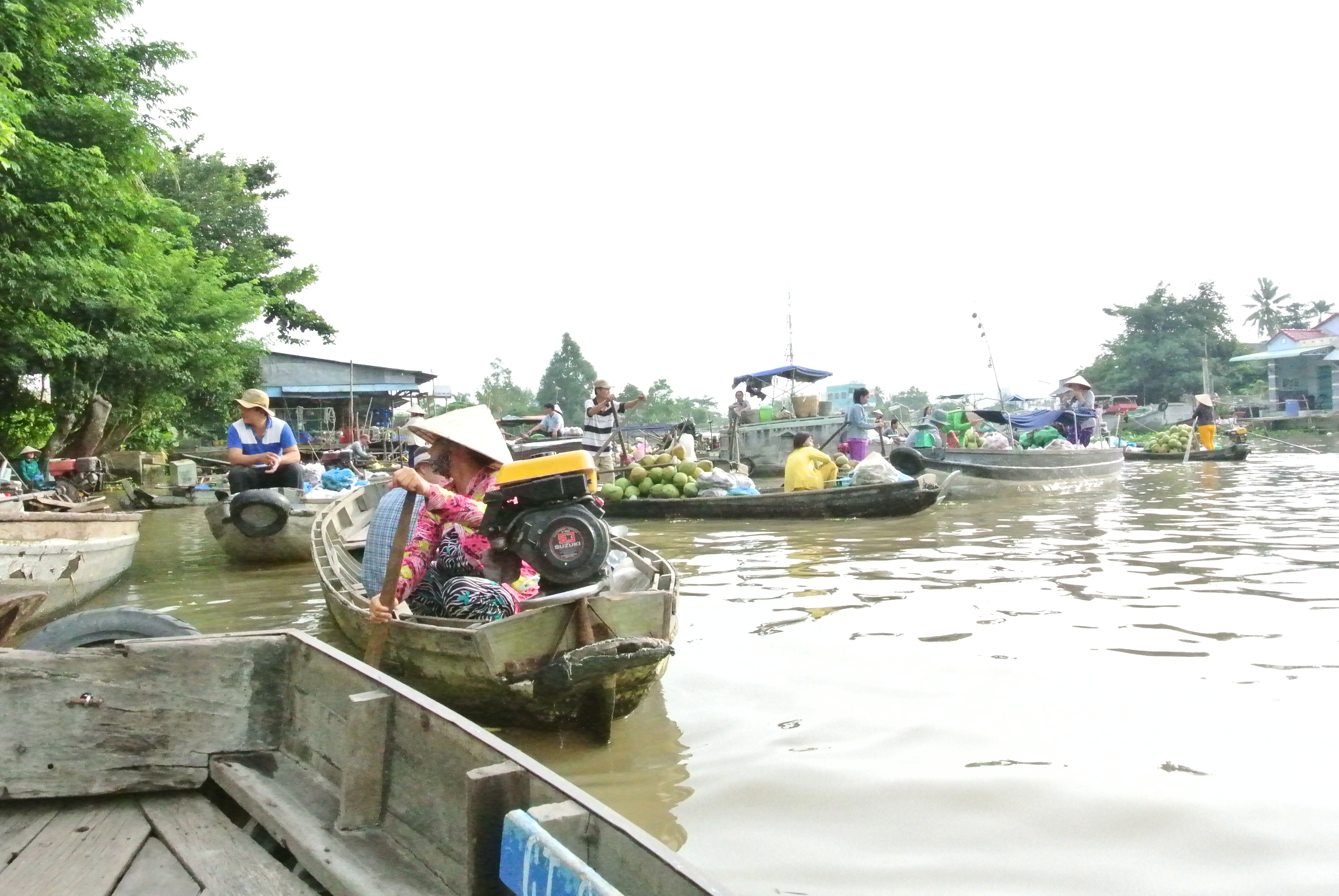
ベトナム、カントーのフォンディエン水上市場

ベトナムでは南部のメコンデルタ地方で多く見られ、カントー市のカイラン水上市場やフォンディエン水上市場、ティエンザン省のカイベー水上市場などが著名である。多くは早朝の日の出とともに取引が始まり、昼前には終わってしまう。取引される品物は果物や農作物が中心だが、コーヒーや軽食、雑貨を扱う店もある。卸売の船は旗竿に販売品を掲げて看板代わりにすることが多い。

### タイ王国
ラーチャブリー県のダムヌーンサドゥワック水上市場や、バンコクのタリンチャン水上市場は文化保護と観光客誘致の目的で作られたものである。観光客向けで有名なアムパワーの水上マーケットは、船同士の取引の場というよりも、船でも買い物ができるように川沿いに並ぶ店が中心となったものであり、午前中だけでなく夜まで賑わいを見せる。

### インドネシア

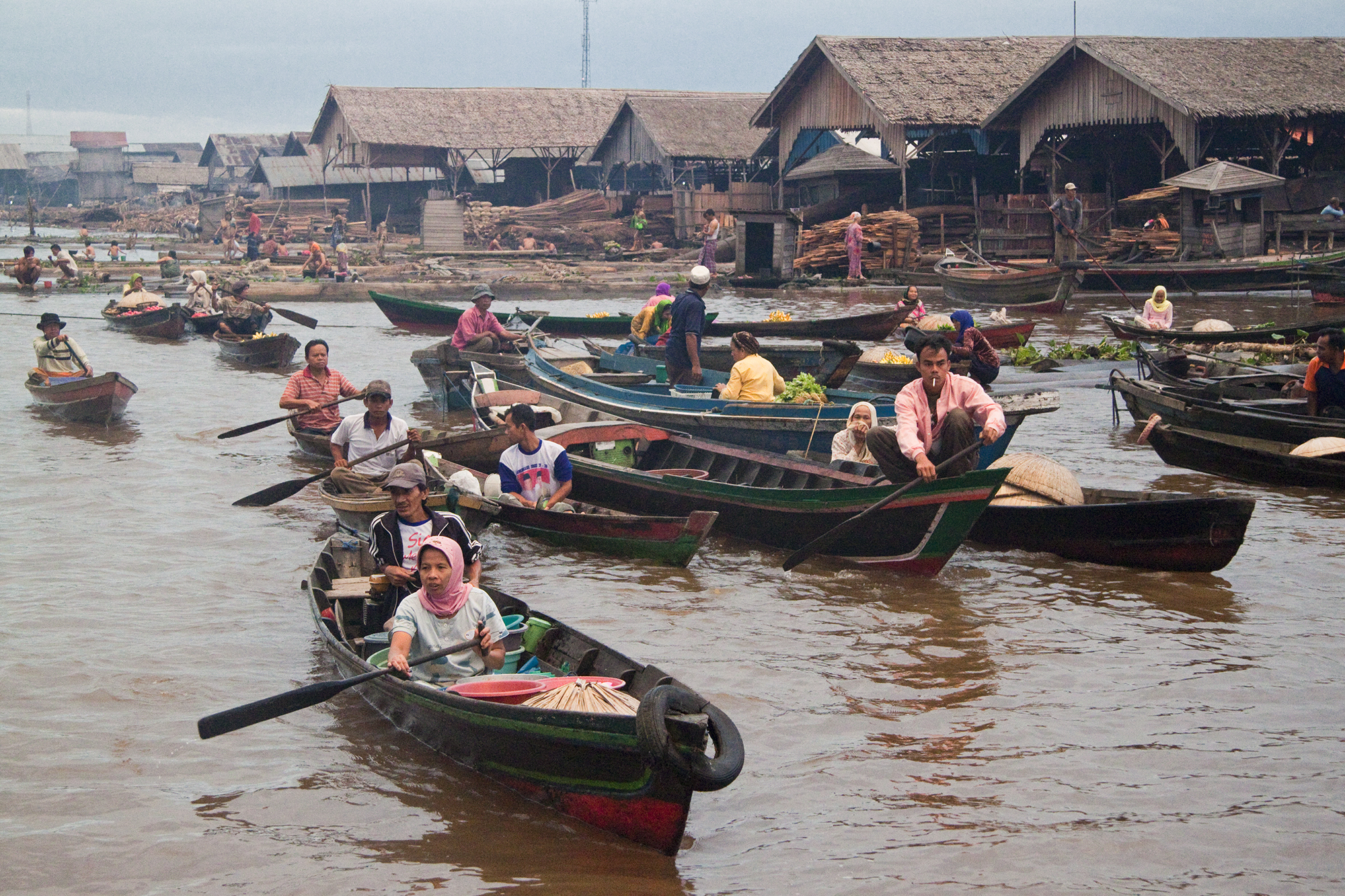
インドネシア、バンジャルマシンの水上市場

インドネシアでは、カリマンタン島バンジャルマシンのものが知られている。

### カンボジア
カンボジアでは、トンレサップ湖に多くの水上生活者がおり、船での商取引もその生活の一部として行われている。

## 参考書籍
- 『地球の歩き方 D21 ベトナム '12-'13 』 ダイアモンド・ビッグ社 2010年 ISBN 978-4-478-04304-2
- 『地球の歩き方 D17 タイ '12-'13 』 ダイアモンド・ビッグ社 2010年 ISBN 978-4-478-04230-4